# قلم ضوئي

القلم الضوئي أحد وحدات الإدخال والإخراج وهو عبارة قلم يشبه القلم العادي متصل بالحاسوب، ويعمل عمل الفأرة ويقوم مقامها لكنه أسهل في التحكم والتحريك بمرونة عالية، ويعتبر خياراً مثالياً للمصممين ولمن يود الرسم على جهاز الحاسوب.

## كيف يعمل القلم الضوئي
هو عبارة عن لوح يتصل بجهاز الكمبيوتر عن طريق وصلة يو إس بي وقلم يتم تحريكة على هذا اللوح ويستشعر الكمبيوتر حركة القلم بدقة وحساسية كبيرة.

ومن مميزات قاعدة القلم الضوئي انها مغطاه بطبقة شفافة تستطيع وضع أي صورة أو رسمة تحتها وتستطيع أن تنسخ هذه الرسمة وتنقلها لشاشة الكمبيوتر عن طريق تمرير القلم عليها ورسمها

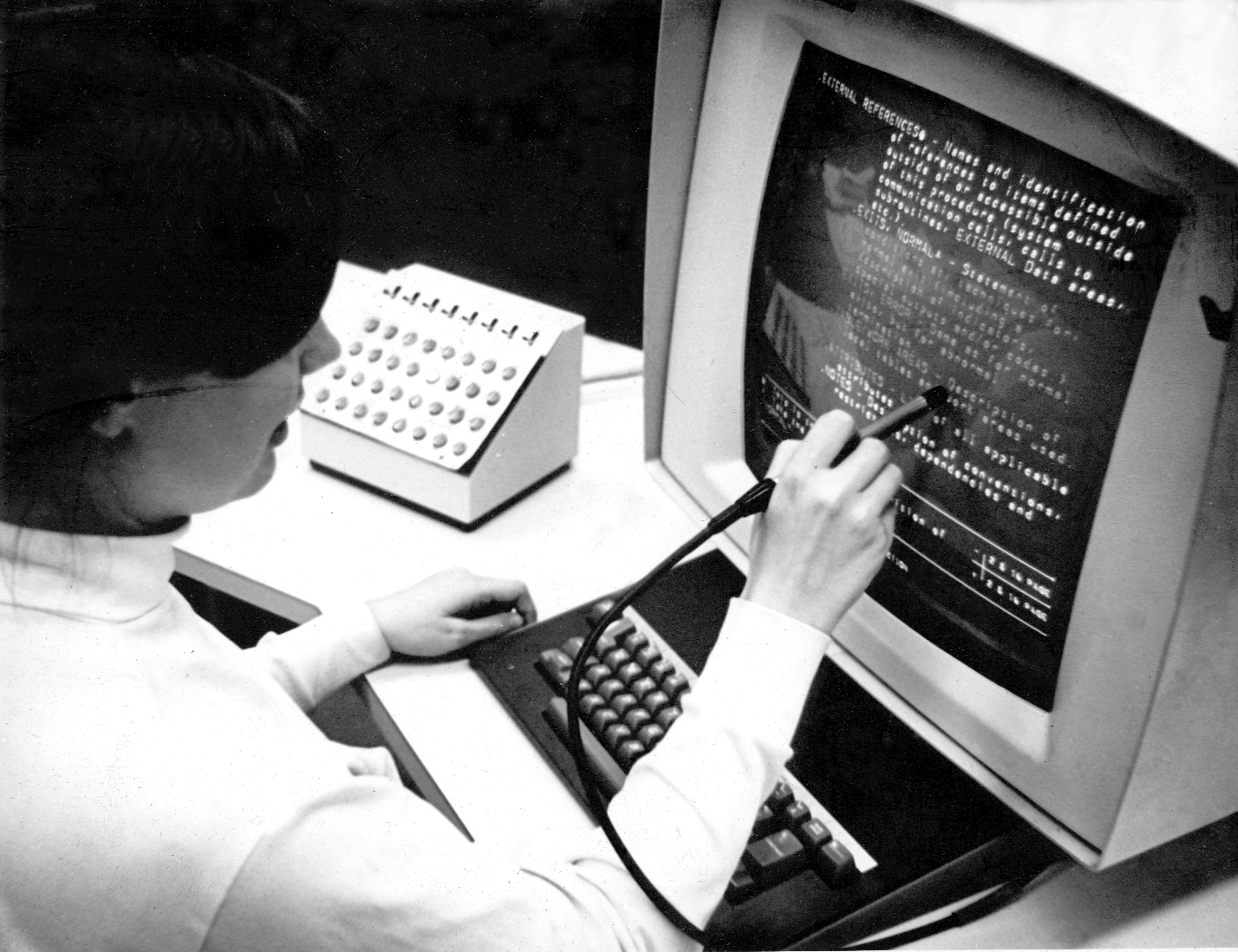
صورة أول قلم ضوئي بتكنولوجيا تحرير النص الفائق (HES) في جامعة براون عام 1969

## تاريخ
أول قلم ضوئي تم اختراعه كان عام 1952م ضمن مشروع في MIT وتم استخدام القلم الضوئي بشكل شائع في بداية عام 1980 م. وكان يستخدم لأغراض كتابية في شركة Fairlight CMI وفي بي بي سي BBC، وكان يعمل مع أنواع الحواسيب تومسون MO5.

ولكن كان يتطلب رفع الذراع لفرة طويلة مما كان يسبب اجهاد لمن يستخدمه. مما ادي ذلك الي عدم استخدامه مرة أخرى.

ولكن اعيد استخدامه مرة اخري في عام 1984م في مكاتب المراهنات من اجل سرعة تسجيل البيانات. وبعدها تم ابتكار قلم ضوئي يعتمد علي انبعاثات من شاشة فسفورية.. وقامت الشركات بتطويره حتي وصل الي الشكل الحالي.

## أنواع القلم الضوئي
شركة واكم wacom تعبر أكبر شركة وأشهر شركة في إنتاج الأقلام الضوئية.. وتقوم هذه الشركة بإنتاج ثلاثة أنواع من القلم الضوئي وهي:
- Graphire

يعتبر هذا النوع للمبتدئين في الرسم ويحتوي على قلم ضوئي وماوس وقاعدة، حساسية الضغط تصل إلى 512 ويوجد على 3 احجام.
- Intous

يعتبر هذا النوع للمحترفين ويحتوي على قلم ضوئي وماوس وقاعدة بحجم الكيبور تجتوي على عدة ازرار تتحكم بتكبير وتصغير الصور وإضافة بعض الاوامر التي تريدها، تتميز بحساسية تصل إلى 1024 استجابة للضغط.
- CINTIQ

أكثر مايميز هذا النوع بأنه لاتوجد قاعدة مرفقة للرسم عليها بل أنك ترسم مباشرة على شاشة كمبيوتر مخصصة للرسم كما في الصور بالأسفل.
أبعاد الشاشة 1200*1600 و20 بوصة ويتميز بحساسية ضغط القلم تصل إلى 1024 ومن المميزات أيضا إمكانية تبديل رأس القلم لرأس أعرض أو أنحف وكذلك يتميز بالقبضة المريحة للقلم.

## اقرا أيضا
وحدات الإدخال والإخراج